# ورونیکا کودرمتووا
ورونیکا کودرمتووا (روسی: Вероника Эдуардовна Кудерметова؛ زادهٔ ۲۴ آوریل ۱۹۹۷) تنیس‌باز زن اهل روسیه است.
وی در مسابقات کشوری و بین‌المللی در مجموع برندهٔ ۱ مدال برنز شده‌است.